# Dmytro Burczenko
Dmytro Tymofijowycz Burczenko, Dmitrij Timofiejewicz Burczenko (ukr. Дмитро Тимофійович Бурченко, ros. Дмитрий Тимофеевич Бурченко, ur. 15 maja 1904 w Nowogradowce w guberni chersońskiej, zm. 15 września 1987 w Kijowie) – polityk Ukraińskiej SRR.

## Życiorys
Od 1920 był aktywistą Komsomołu, później został kierownikiem działu w sowchozie, w 1926 przyjęto go do partii komunistycznej WKP(b). Od 1928 do 1931 studiował w Leningradzkim Uniwersytecie Komunistycznym, później był I sekretarzem jednego z rejonowych komitetów KP(b)U, od 1940 do lipca 1945 II sekretarzem Komitetu Obwodowego KP(b)U w Winnicy, a podczas niemieckiej okupacji sekretarzem i od maja 1943 do 1944 I sekretarzem Podziemnego Komitetu Obwodowego KP(b)U w Winnicy i jednocześnie komisarzem winnickiego zgrupowania partyzanckiego w stopniu starszego komisarza batalionowego; w styczniu 1944 objął funkcję szefa winnickiego obwodowego sztabu ruchu partyzanckiego. Po wojnie, od lipca 1945 do 1948 był przewodniczącym Komitetu Wykonawczego Winnickiej Rady Obwodowej, od 1949 do stycznia 1950 kierownikiem obwodowego trustu młynarskiego w Kamieńcu Podolskim, a od stycznia 1950 do grudnia 1953 przewodniczącym komitetu wykonawczego rady miejskiej Proskurowa (obecnie Chmielnicki). W 1953 objął kierownictwo obwodowego oddziału ubezpieczeń społecznych i jednocześnie zastępcy szefa Komitetu Wykonawczego Kamieniec-Podolskiej Rady Obwodowej.